# Dendrobium teloense
Dendrobium teloense är en orkidéart som beskrevs av Johannes Jacobus Smith. Dendrobium teloense ingår i släktet Dendrobium, och familjen orkidéer. Inga underarter finns listade i Catalogue of Life.